# Agente Sigma 3: operación Goldwather
Agente Sigma 3: operación Goldwather es una película hispanoitaliana de la serie B dirigida por Gian Paolo Callegari.
Color.

## Argumento
El  agente Sigma 3 es enviado por la CIA para que encuentre al doctor Goldwather que ha sido raptado por Karamenesis y su organización.